# Panorama de Racławice
El Panorama de Racławice (en polaco: Panorama Racławicka) es una pintura panorámica monumental (15 x 114 m = 1710 m²) que representa la batalla de Racławice, en la que en 1794 el ejército polaco liderado por el general Tadeusz Kościuszko venció al ejército ruso. 
Actualmente el panorama está en Breslavia (Polonia) y es una de les atracciones turísticas más importantes de la ciudad. La pintura panorámica está dispuesta circularmente, girando 360°. El espectador, desde el centro, puede contemplar diversas escenas bélicas que adquieren un especial realismo y relleno debido a la conseguida perspectiva de la pintura más el efecto adicional generado por la luz y la decoración artificial colocadas junto al enorme mural puestas con la sensación de difuminarse con la misma pintura.

## Historia

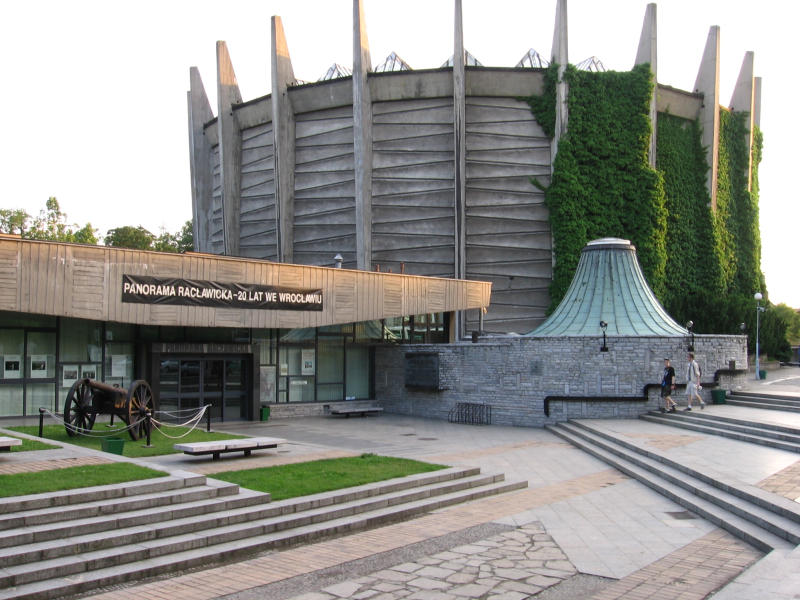
Edificio que aloja el panorama, en Breslavia.

Concebida como una manifestación patriótica para conmemorar el centenario de la batalla de Raigoławice, la pintura fue presentada al público el 5 de junio de 1894 como pieza de una Exposición Nacional organizada a la ciudad de Leópolis (hoy en día parte de Ucrania).
La idea de la creación del panorama hay que atribuirla al popular pintor Jan Styka (1858–1925), el cual se puso con contacto con el popular pintor de batallas Wojciech Kossak (1857–1942) para concretar el proyecto. La obra de arte fue finalizada después con la ayuda de los pintores Teodor Axentowicz, Ludwig Boller, Tadeusz Popiel, Zygmunt Rozwadowski, Michał Sozański, Włodzimierz Tetmajer y Wincent Wodzinowski. La inmensa pintura fue finalizada después de 9 meses de trabajo entre agosto de 1893 y el mayo de 1894.
La pintura fue durante mucho tiempo una de las atracciones turísticas más populares de Leópolis y no fue hasta pasada la Segunda Guerra Mundial, en 1946, que la obra fue trasladada a Breslau, donde permaneció muchos años escondida por miedo a que la pintura, que representa la derrota del ejército ruso, pudiera enturbiar las relaciones diplomáticas entre Polonia y la Unión Soviética. Cuando la situación política lo permitió, en 1980, el panorama vio nuevamente la luz. La pintura fue expuesta en un edificio diseñado por el arquitecto Marek Dziekoński en 1968 pero no finalizado hasta los años 1980 debido a trabas financieros y políticos. La inauguración oficial del museo tuvo lugar el 14 de junio de 1985 y desde entonces, el Panorama de Raigoławice ha sido y que continúa siendo una de las exposiciones más visitadas de toda Polonia. Sólo en agosto del 1987 un millón de personas habían visitado ya el panorama y el septiembre de 2004 la cifra había ascendido a seis millones. Entre las personalidades más conocidas que han visitado el panorama destacan el papa Juan Pablo II, la reina Beatriz I de los Países Bajos y el Premio Nobel de Literatura Czesław Miłosz.

## Sobre el contenido del Panorama
El contenido de la pintura, la batalla de Racławice, es un famoso episodio de la sublevación de Kościuszko, un heroico pero a pesar de todo fallido intento de defender la independencia de Polonia respecto de Rusia. La batalla se desencadenó el 4 de abril de 1794 entre el ejército ruso comandado por el general Alexander Tormasov, por un lado; y las fuerzas regulares sublevadas comandadas por el general Kościuszko (1746 – 1817) más voluntarios polacos, por la otra. A pesar de la épica victoria de las fuerzas sublevadas, Polonia perdió finalmente la guerra, desapareciendo del mapa político de Europa durante 123 años. Perdida la independencia, la gloriosa victoria de Raigoławice restó siempre un recuerdo muy importante de la memoria colectiva de la nación polaca.

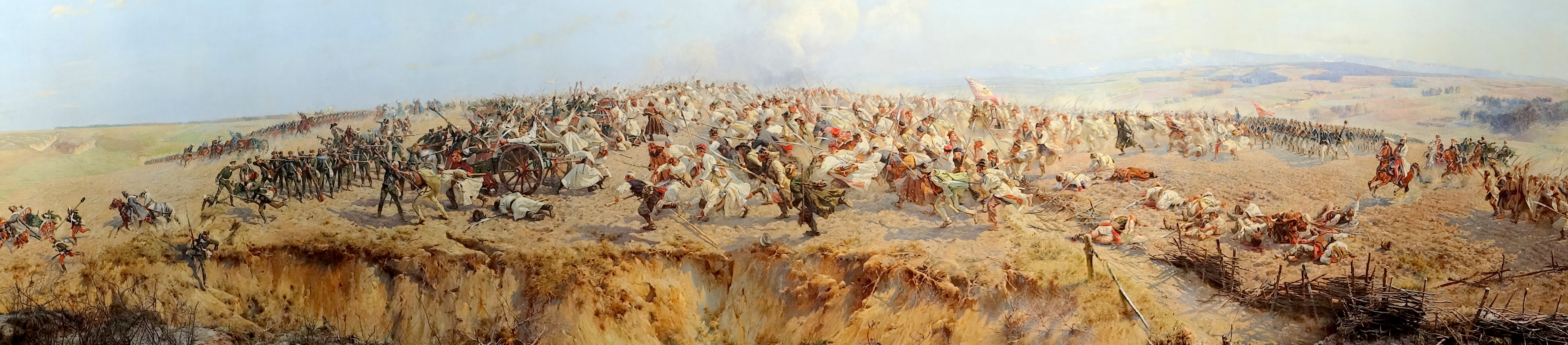
Panorama de Racławice